# Dolnja Počehova
Dolnja Počehova je naselje v Občini Pesnica.